# برندگان جایزه
برندگان جایزه (انگلیسی: Prize Winners) یک فیلم کمدی صامت کوتاه آمریکایی است که در سال ۱۹۱۶ منتشر شد. از بازیگران این فیلم می‌توان به کیت پرایس، اولیور هاردی و بیلی روژ اشاره کرد.